# FL9

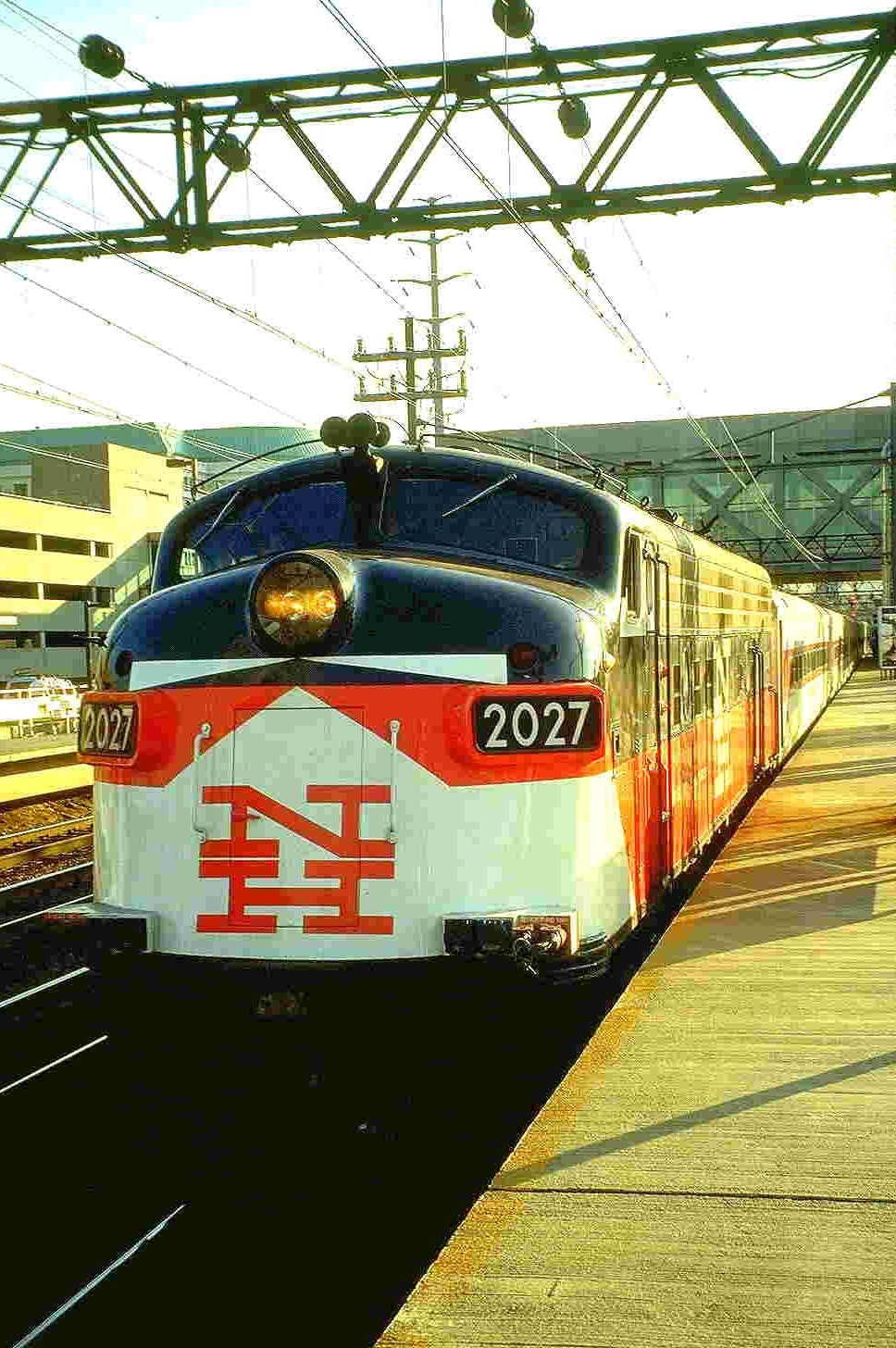

De FL9 is een Amerikaanse locomotief die speciaal is gebouwd voor de New York, New Haven and Hartford Railroad (kortweg de New Haven genoemd). Het was de laatste zogenaamde F-unit die door Electro-Motive Division (EMD) is gebouwd. Belangrijk kenmerk van de FL9 is dat deze diesellocomotief tevens een elektrische locomotief is: de locomotief kan namelijk gebruikmaken van het 3e-railsysteem van het spoornetwerk in New York.

## Aanleiding voor het ontwerp
Al sinds de aanleg van de bovenleiding tussen New York en New Haven was er een locomotiefwissel nodig voor treinen van en naar Boston: de elektrische locomotieven werden in New Haven gewisseld voor een diesellocomotief en vice versa. Omdat de stad New York het niet toestond dat stoom- of diesellocomotieven gebruik mochten maken van de spoortunnels onder de stad, was de New Haven genoodzaakt om gebruik te blijven maken van elektrische locomotieven. Toen in 1953 Patrick McGinnis de macht overnam bij de New Haven, wilde hij de locomotiefwissel afschaffen door het inzetten van een diesellocomotief die op de geëlektrificeerde trajecten naar New York kon rijden. Op termijn zou hiermee zelfs de gehele bovenleiding kunnen verdwijnen, wat tot extra inkomsten zou leiden dankzij de verkoop van het koperdraad.

## Bouw van de FL9
EMD kwam met een plan voor een aangepaste versie van de reeds bestaande locomotief FP9. Door toevoeging van een ‘pickup shoe’ zou deze diesellocomotief ook gebruik kunnen maken van het 3e-railsysteem in New York. Op die manier kon de locomotief vanaf Boston in één keer doorrijden tot Grand Central Terminal. In 1956 verliet McGinnis de New Haven, maar zijn opvolger George Alpert besloot om de plannen van McGinnis uit te voeren en bestelde 60 FL9's.
De eerste twee units kwamen in 1957 uit de fabriek rollen. Deze twee locomotieven vertoonden veel gebreken. EMD leverde na een half jaar een verbeterde versie die wel voldeed en ging toen van start met het produceren van de eerste helft van de bestelling. De laatste locomotieven werden in 1960 geleverd.
Kenmerkend voor de FL9 zijn de draaistellen: het voorste draaistel heeft twee assen, het achterste draaistel drie. Dit heeft te maken met gewichtbeperkingen van het Park Avenue Viaduct in New York. Naast de pickup shoe voor het 3e-railsysteem, beschikt de FL9 ook over een kleine pantograaf voor gebruik in Grand Central Terminal.

## Periode na de New Haven
De New Haven ging op 1 januari 1969 op in de Penn Central. De FL9's gingen mee naar de nieuwe eigenaar. Toen Penn Central failliet ging en in 1976 werd opgevolgd door Conrail, heeft de FL9 ook dienstgedaan bij dit bedrijf. Een aantal locomotieven kwam terecht bij reizigersvervoerder Amtrak. In 1983 deed Conrail zijn forensendiensten over aan lokale overheden en zijn de locomotieven terechtgekomen bij Metro-North Railroad. Dit bedrijf voert forensentreindiensten uit, onder andere voor de Connecticut Department of Transportation. Als eerbetoon aan de New Haven zijn de tien FL9's die voor de Connecticut Department of Transportation rijden in het kleurenschema van de New Haven geschilderd.
De FL9's zijn begin 21e eeuw uit de reguliere treindienst gehaald maar doen nog wel dienst in werktreinen. Enkele exemplaren zijn geschonken aan spoormusea en een aantal locomotieven rijden toeristentreinen.